# 瓜叶菊属
瓜叶菊属（学名：Cineraria）是菊科下的一个属，为多年生草本植物。该属共有约35种，分布于非洲及欧洲。